# Calotomus viridescens
Calotomus viridescens är en fiskart som först beskrevs av Rüppell, 1835.  Calotomus viridescens ingår i släktet Calotomus och familjen Scaridae. IUCN kategoriserar arten globalt som livskraftig. Inga underarter finns listade.